# 谢赫·穆吉布·拉赫曼
谢赫·穆吉布·拉赫曼（羅馬化：Śēkh Mujibur Rôhômān，發音：[ˈʃeːkʰ mudʒɪbur ˈɾɔɦoman]；1920年3月17日—1975年8月15日），东巴基斯坦政治家、孟加拉人民共和国创建者之一，為孟加拉国“國父”和孟加拉國人民聯盟領袖，尊称“孟加拉之友”（羅馬化：Bôṅgôbôndhu，發音：[ˈbɔŋgobondʱu]）。1971年—1975年，任孟加拉总统和总理。他的政治思想被称为穆吉布主义。

## 政治生涯

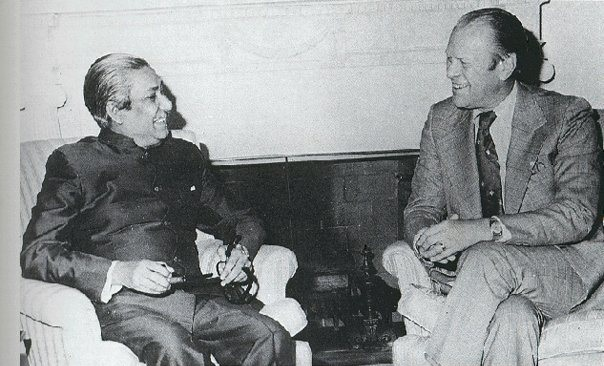
1974年拉赫曼在椭圆形办公室与美国总统杰拉尔德·福特会面

1970年，東、西巴基斯坦舉行獨立以來首次全國大選，結果東巴基斯坦的人民聯盟取得壓倒性勝利，這讓西巴基斯坦執政的穆斯林聯盟極為不安。選舉結果不獲承認，拉赫曼在印度的支持下，在1971年宣布成立孟加拉人民共和國，隨即遭巴基斯坦當局拘捕。印度為了牽制巴基斯坦，同年發動第三次印巴戰爭，最後控制東、西孟加拉全境。結果巴基斯坦被迫承認孟加拉國獨立，1972年巴基斯坦總統佐勒菲卡尔·阿里·布托釋放拉赫曼。

## 遇刺身亡

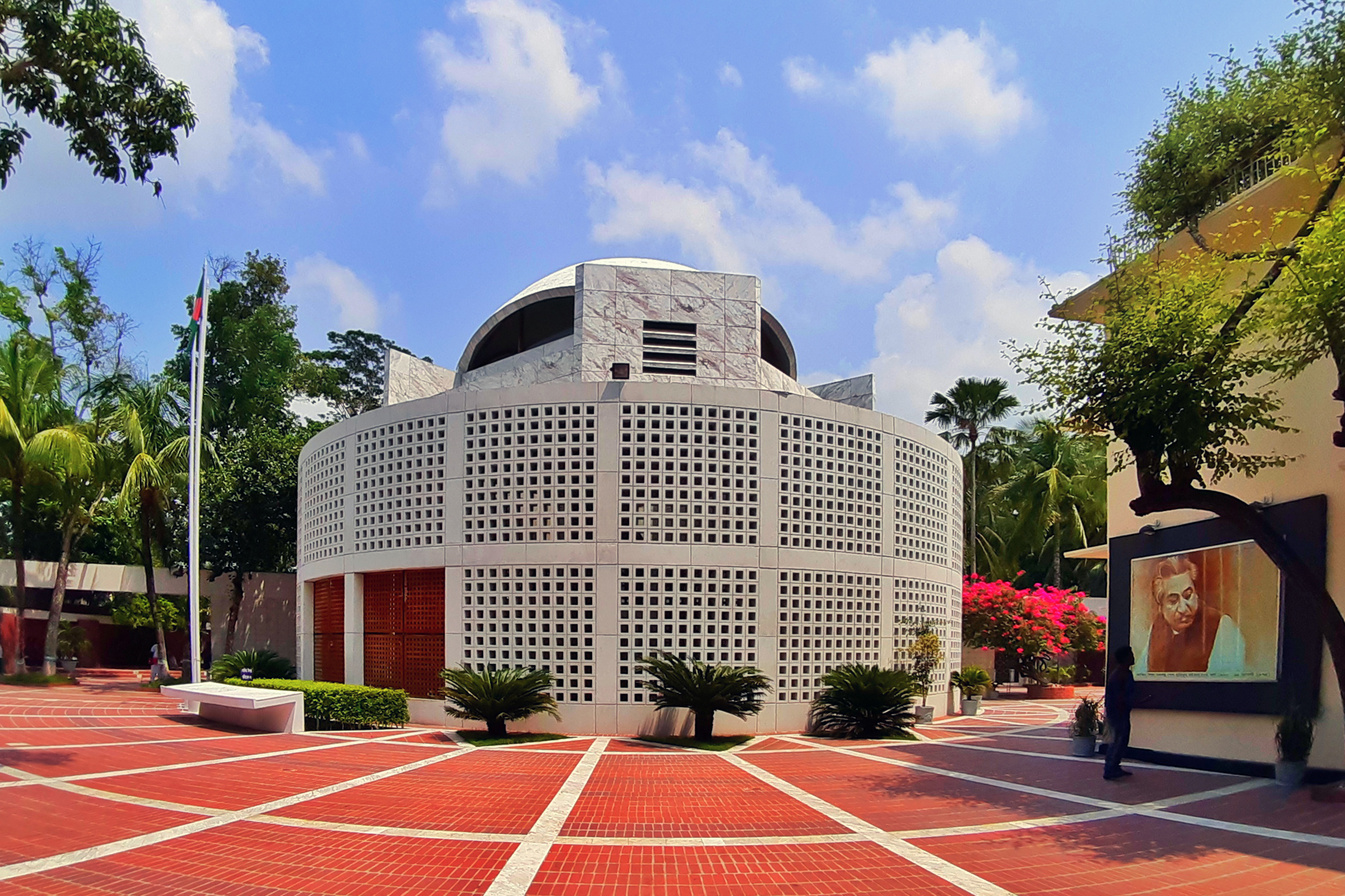
戈巴爾甘尼縣的謝赫·穆吉布·拉赫曼陵墓

拉赫曼回國後，隨即出任總理，1975年出任總統，由於國內局勢不穩動蕩，加上無力控制軍隊，1975年8月15日遭軍方發動政變，他和亲属15人在首都达卡被政变军人杀害。陸軍參謀長齊亞·拉赫曼其後接掌政權，並成立孟加拉民族主義黨。
長女謝赫·哈西娜1996年當選孟加拉國總理後，撤銷當年赦免政變人員的法律，開始追究當年政變領導人的刑事責任。10月，謝赫-拉赫曼總統私人助手穆希特正式向法院提出起訴，經過兩年的審理，1998年，孟加拉國首都達卡一法庭判處15名參與殺害穆吉布‧拉赫曼事件的青年軍官死刑。2001年，孟加拉國高等法院宣布裁決結果，判處其中12人死刑、3人無罪。5名在押凶手2007年向最高法院提出上訴，2009年11月19日，孟加拉国最高法院做出裁决，维持对参与谋杀谢赫·穆吉布·拉赫曼的五名前军人的死刑原判。這12名凶手中，目前有5人在押，6人在逃，1人已經死亡。2010年1月28日凌晨，位於孟加拉國首都達卡的中央監獄對殺害國父謝赫·穆吉布·拉赫曼的5名兇手執行絞刑。
其長女謝赫·哈西娜於1996年至2001年、2009年至2024年出任孟加拉總理。
| 前任： 首任            | 孟加拉国总统 1972年         | 繼任： 阿布·赛义德·乔杜里         |
| 前任： 塔杰丁·艾哈迈德 | 孟加拉国总理 1972年－1975年 | 繼任： 穆罕默德·曼苏尔·阿里       |
| 前任： 穆罕默德·乌拉   | 孟加拉国总统 1975年         | 繼任： 孔达卡尔·穆什塔克·艾哈迈德 |